# The Saddle Hawk
The Saddle Hawk è un film muto del 1925 diretto da Edward Sedgwick che ne firma anche il soggetto e la sceneggiatura insieme a Raymond L. Schrock. Il film, un western interpretato da Hoot Gibson e Marian Nixon, è ritenuto perduto.

## Produzione
Il film fu prodotto dall'Universal Pictures.

## Distribuzione
Il copyright del film, richiesto dalla Universal Pictures Corp., fu registrato il 5 febbraio 1925 con il numero LP21104.
Distribuito dall'Universal Pictures, il film uscì nelle sale cinematografiche USA l'8 marzo 1925. In Austria fu distribuito nel 1926 con il titolo Der Sattelfalke.
Non si conoscono copie ancora esistenti della pellicola che viene considerata presumibilmente perduta.